# José Francisco de la Vega
José Francisco de la Vega (Tama, 2 de julio de 1892 - 13 de mayo de 1964), conocido popularmente como Pancho de la Vega, fue un político argentino, que ocupó el cargo de Gobernador de la provincia de La Rioja por el Partido Justicialista.

## Biografía
Era oriundo de Tama. Desarrolló sus actividades en el campo privado y público con el título secundario de Perito agrónomo. Estudió hasta cuarto año de la carrera de Medicina en la Universidad Nacional de Córdoba, la cual nunca finalizó. Era reconocido en su oficio como curandero.
Fue elegido vicegobernador acompañando en la fórmula a Leovino Martínez, médico chileciteño de origen radical, por la Unión Cívica Radical Junta Renovadora en febrero de 1946, y dado al fallecimiento de éste antes de asumir, asumió como Gobernador de La Rioja el 26 de mayo de aquel año. Su inclusión en la fórmula se dio con la intención de que Martínez, del oeste riojano, sea acompañado por una persona de la zona de los llanos, sin la previsión de la fatalidad de Martínez. Según el historiador Armando Raúl Bazán, se trataba de un "hombre campechano, con buena dosis de astucia, pero sin predicamento".
Su particular estilo de gobierno, calificado por Félix Luna como "un conjunto de barrabasadas y desaguisados de toda laya", y su inexperiencia llevaron a la oposición de los diputados riojanos en el Congreso Nacional. El senador César Vallejos pidió la intervención de la provincia en un discurso donde denunció diversos hechos, contándose el nombramiento como empleados públicos de toda la población de Tama. A fines de febrero de 1948, la provincia fue finalmente intervenida.